# Markvarec (Český Rudolec)
Markvarec (německy Markwarding) je vesnice, část obce Český Rudolec v okrese Jindřichův Hradec v Jihočeském kraji. Leží 2,3 kilometru severně od Českého Rudolce v nadmořské výšce 524 metrů. Leží v Javořické vrchovině, v údolí Bolíkovského potoka, na jeho horním toku nazývaném Lipnice. Obec s českým obyvatelstvem, do roku 1900 s výraznou německou židovskou menšinou. Velký počet obyvatel byl evangelického vyznání.
V roce 1843 žilo v obci 448 obyvatel v 58 domech a 96 domácnostech. V roce 1980 je v ní 63 obytných domů. K vesnici patří samota Šprinclův mlýn, která je načtvrt cesty do Českého Rudolce.

## Historie
V historických pramenech je uváděna v roce 1353, kdy Jan z Rudolce daroval dvůr v Markvarci bratrovi Pešíkovi. Vlastníci se poté hojně střídali, až v roce 1638 byl Markvarec přičleněn k Dačicím a osudy dačického panství sdílel až do roku 1849. Na katastru vsi byl vrchnostenský dvůr a dva mlýny. Desátky byly odváděny faře v Českém Rudolci a panství Dačice. Na týdenní sobotní trhy se jezdilo z Markvarce do Dačic.
Markvarec byl sídlem židovské komunity již od druhé poloviny 17. století. Synagoga zde byla od roku 1786 a od roku 1794 i hřbitov. Samostatná náboženská obec byla zrušena roku 1888 a její příslušníci byli předěleni do Písečného. Synagoga byla provozována do roku 1898, kdy byla prodána a přestavěna na cementárnu. Podle údajů z roků 1900 byl ve vsi lihovar firmy Zikmund Schulz, který byl v roce 1948 znárodněn a v současné době je mimo provoz. Za první republiky byla ve vsi i četnická stanice.
Elektrifikována byla ves až v roce 1947 připojením na síť ZME Brno.

## Obyvatelstvo
| Rok            | 1869 | 1880 | 1890 | 1900 | 1910 | 1921 | 1930 | 1950 | 1961 | 1970 | 1980 | 1991 | 2001 | 2011 | 2021 |
| -------------- | ---- | ---- | ---- | ---- | ---- | ---- | ---- | ---- | ---- | ---- | ---- | ---- | ---- | ---- | ---- |
| Počet obyvatel | 365  | 405  | 350  | 337  | 287  | 316  | 320  | 182  | 177  | 194  | 158  | 124  | 128  | 119  | 128  |
| Počet domů     | 62   | 63   | 63   | 62   | 62   | 62   | 59   | 62   | 59   | 48   | 42   | 49   | 54   | 60   | 61   |

## Obecní správa
Při sčítání lidu v letech 1850–1988 Markvarec byl samostatnou obcí, se kterým patřil nejprve do okresu Dačice, ale od roku 1960 v okrese Jindřichův Hradec. Od 1. ledna 1989 je částí obce Český Rudolec v okrese Jindřichův Hradec. V letech 1961–1988 k obci patřila Lipnice, od 30. dubna 1976 do 31. prosince 1988 Lipolec a od 1. ledna 1980 do 31. prosince 1988 také Valtínov.

## Škola
Původně byl Markvarec i s Lipnicí příškolen do Českého Rudolce. Od roku 1788 zdejší škola působila po různých domech, až v roce 1876 byla postavena skrovná budova jednotřídní školy. V roce 1895 pak byla postavena nová dvoutřídka. Školu navštěvovalo i žactvo z Lipnice. V roce 1978 byla škola pro malý počet žáků, resp. integrace škol, zrušena a žactvo bylo převedeno do školy v Českém Rudolci.

## Pamětihodnosti
- Pravidelná obdélníková náves
- Tvrz (1550–1777) vyhořela a nebyla již obnovena. Její zbytky jsou součástí hospodářského dvora velkostatku.
- Socha svatého Jana Nepomuckého z roku 1720 u rybníka.
- Bývalá synagoga z roku 1786 (zbourána v druhé polovině 20. století)
- Židovský hřbitov z konce 18. století v lese jihovýchodně od obce
- Pomník padlým v první světové válce

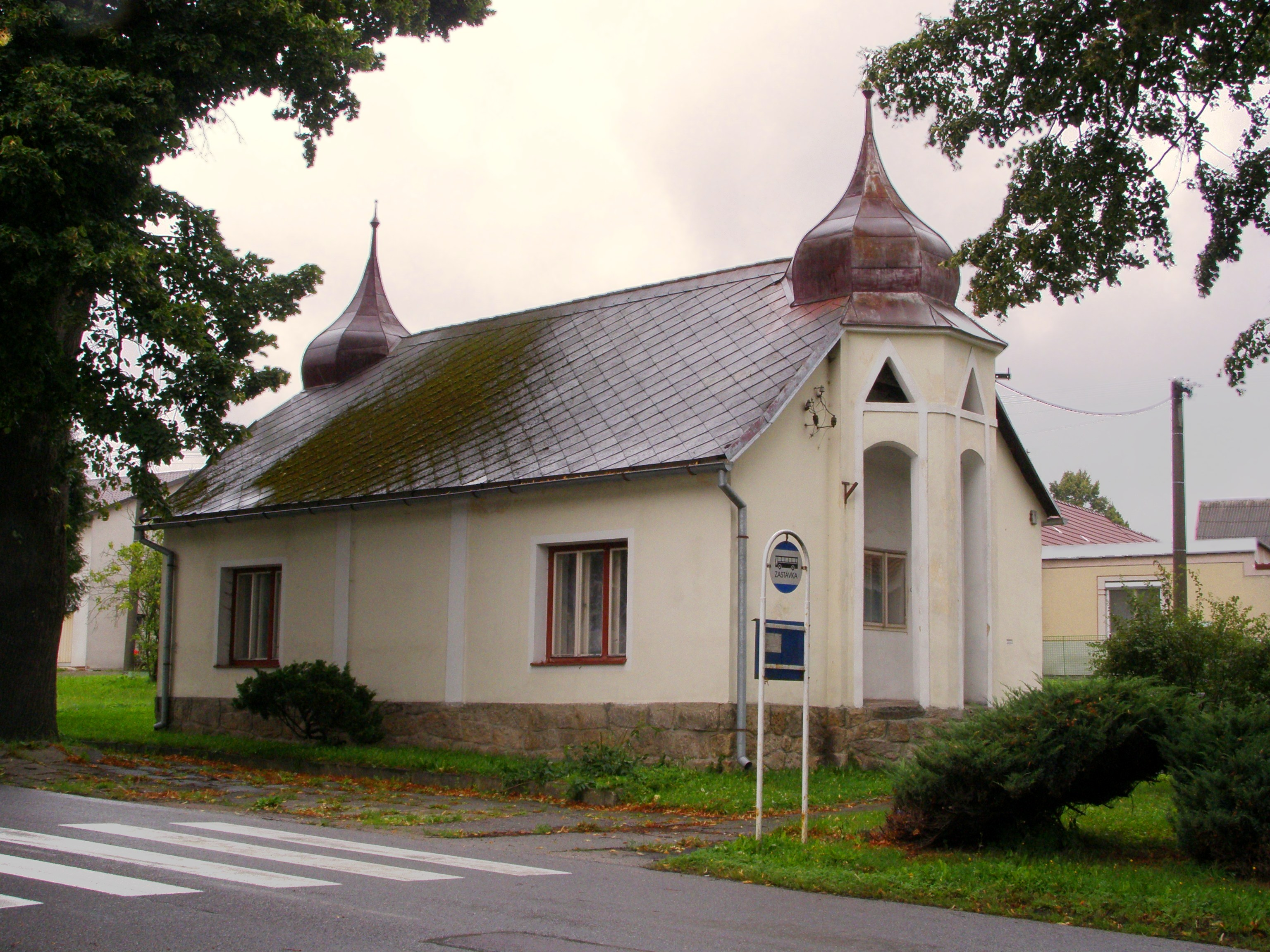
Obecní knihovna na návsi
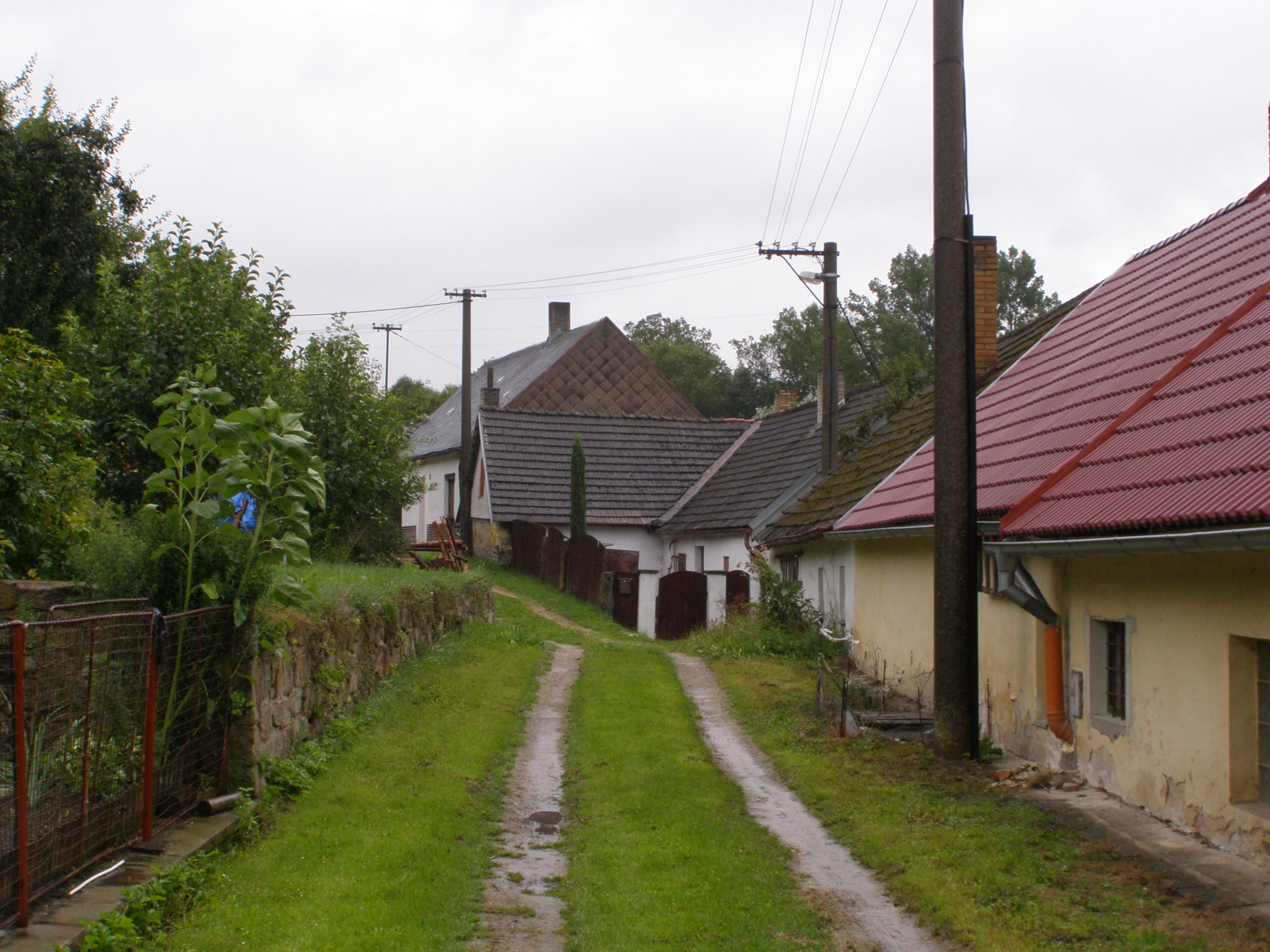
Židovská ulice (vlevo stávala synagoga)
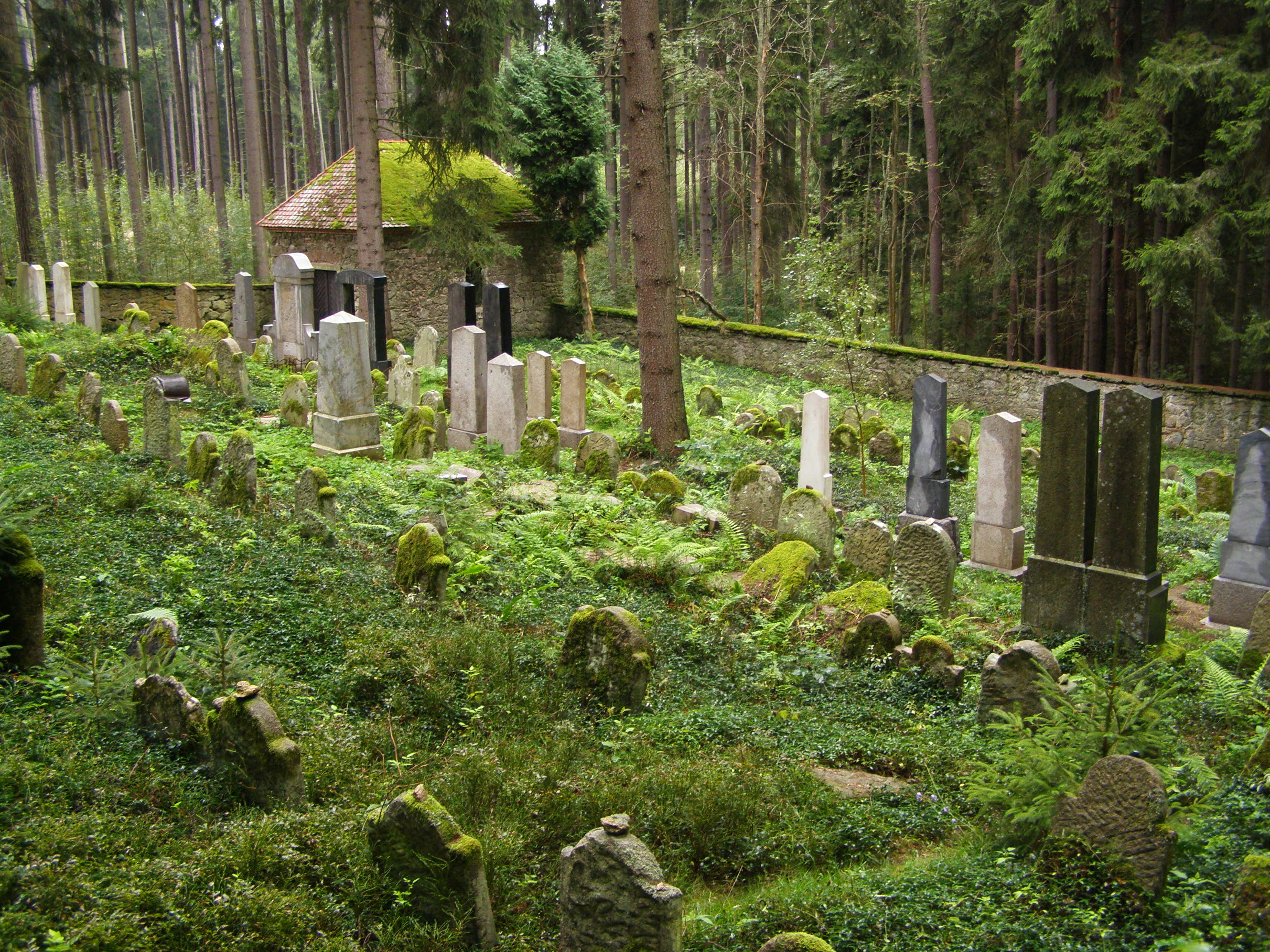
Židovský hřbitov
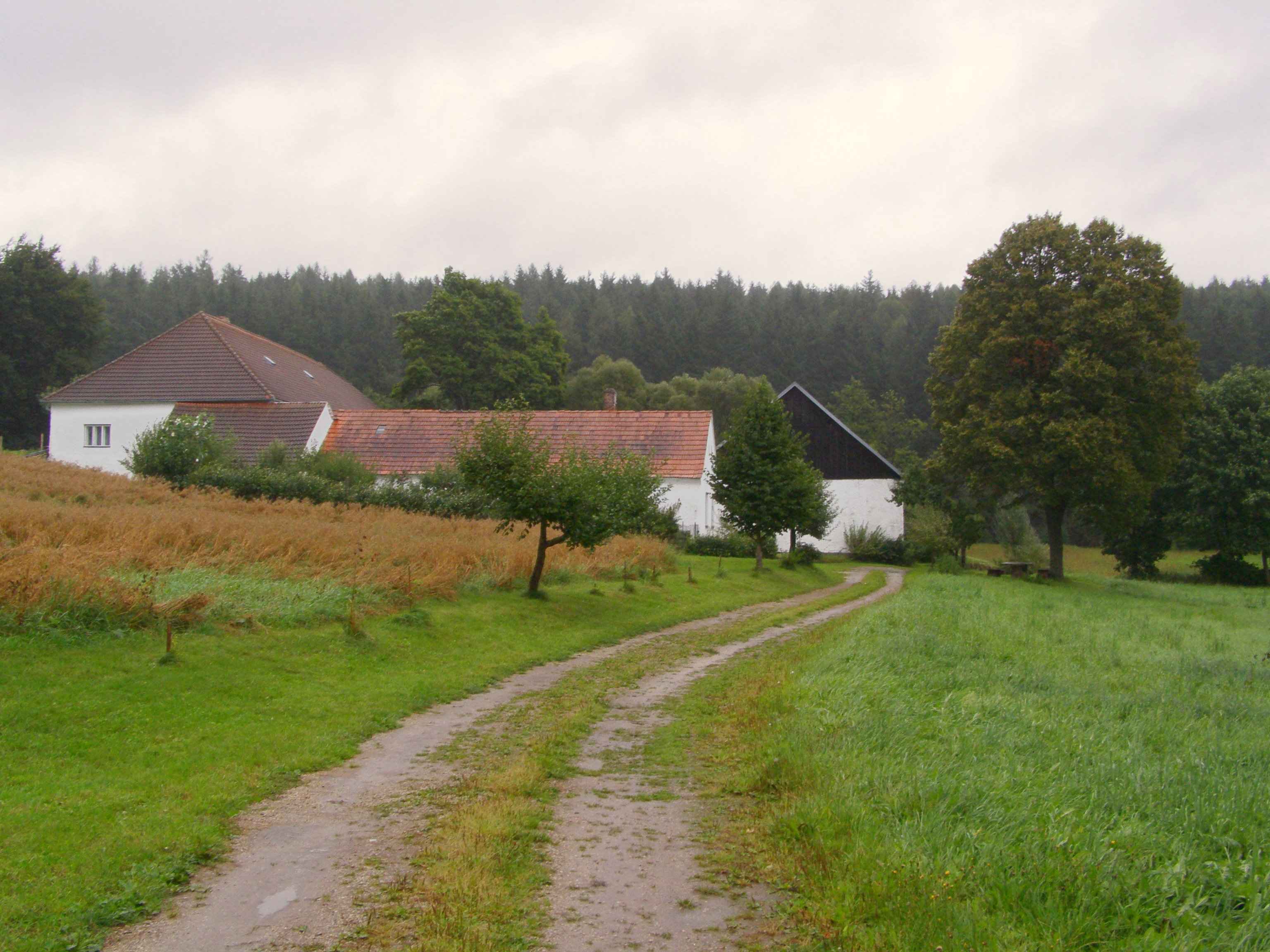
Sprinclův mlýn
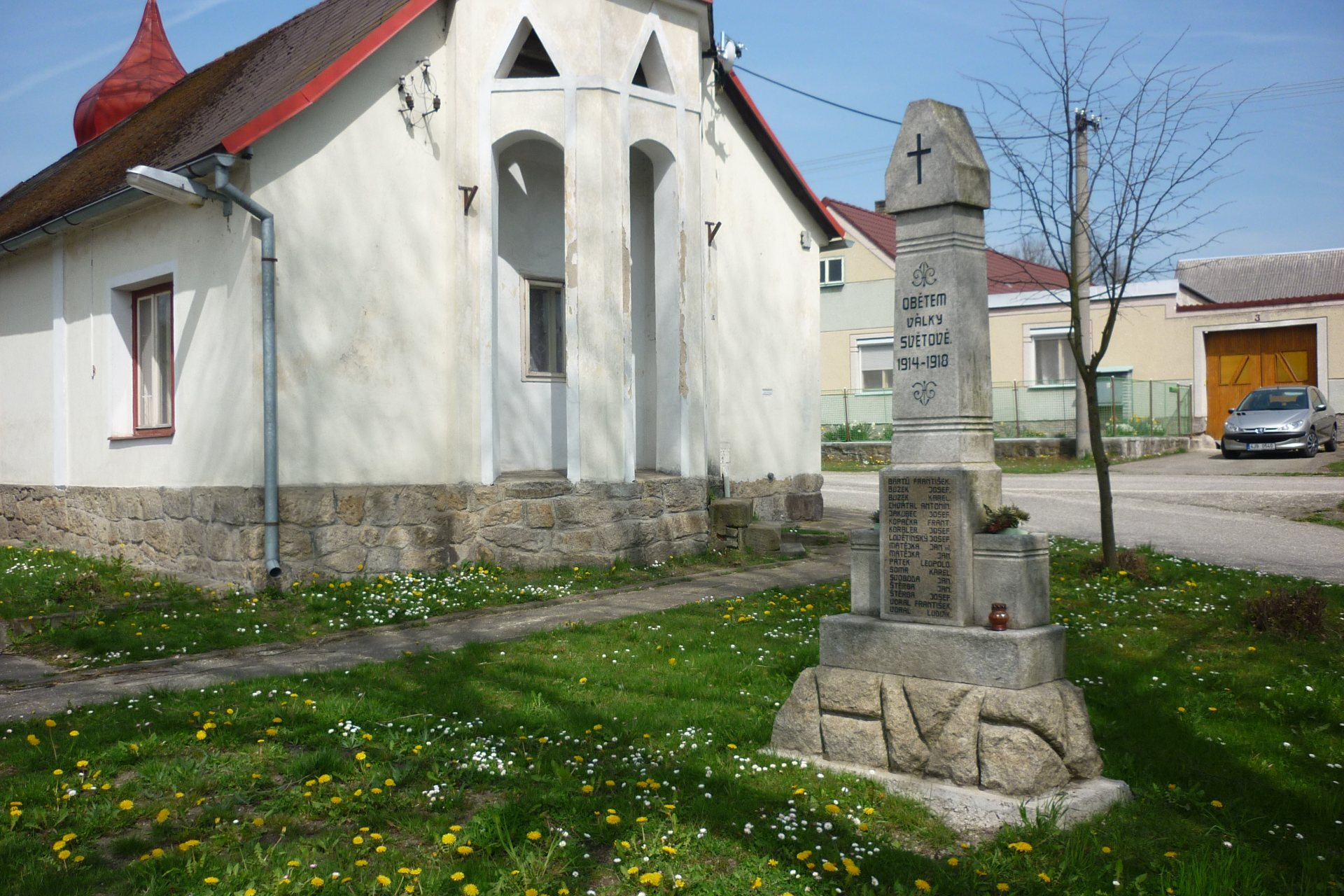
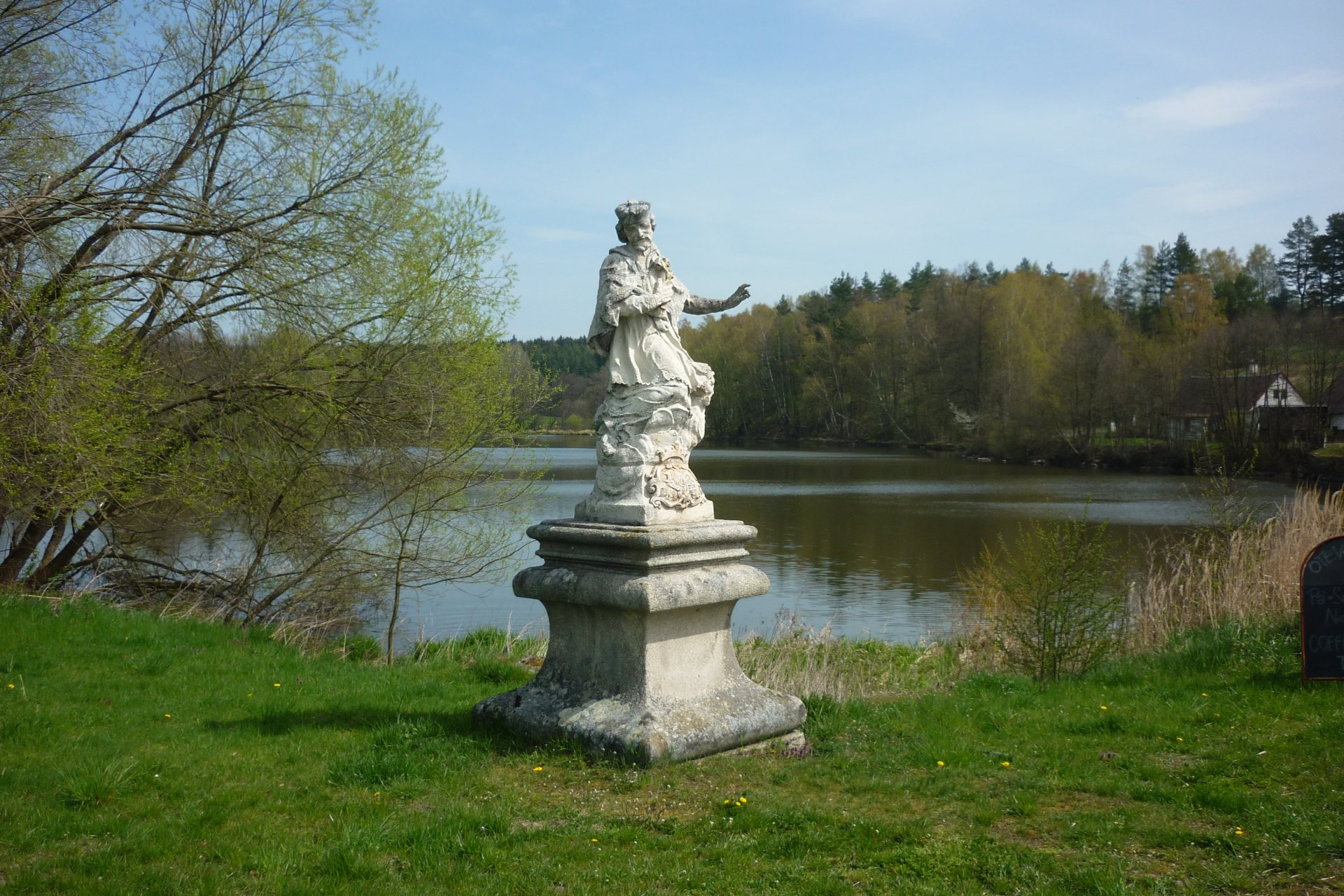